# Slug Cartilage
Albums de Buckethead
Telescape
(2013) Pancake Heater
(2013)
Slug Cartilage est le 54e album studio de Buckethead et le 24e volume de la série « Buckethead Pikes »,. Il fut annoncé le 26 août 2013 avec l'option de préacheter une version limitée de l'album pour une future livraison le 4 septembre. Comme l'album précédent, Telescape, la version limitée consiste en 300 exemplaires possédant tous une pochette vierge dédicacée par Buckethead lui-même. Une version numérique fut offerte le 4 septembre, version qui incluait une pochette au format JPEG et des titres de pistes.
Une version standard a été annoncée, mais n'est toujours pas disponible.

## Liste des titres
| 1.    | Four Ton Chandelier | 2:29 |
| 2.    | Scowl Owl           | 3:57 |
| 3.    | Previous Plate      | 5:05 |
| 4.    | Chip of Red         | 2:46 |
| 5.    | Pine Sap            | 1:58 |
| 6.    | Smudge Mad          | 3:43 |
| 7.    | Zebra Stripe        | 3:59 |
| 8.    | Slug Cartilage      | 2:35 |
| 9.    | I. Wasnail          | 3:53 |
| 30:55 |                     |      |